# Oleh Machnitskyj
Oleh Ihorovytj Machnitskyj (ukrainsk: Олег Ігорович Махніцький) född 15 mars 1970 i Lvov (nu Lviv), Ukrainska SSR, Sovjetunionen, är en ukrainsk jurist och riksåklagare i Ukraina i perioden 24 februari - 18 juni 2014. Han var vid tillsättningen medlem i Svoboda och deras parlamentsledamot sedan 2012, men tvingades att lämna partiet när utsågs till riksåklagare.